# Vattusaari (ö i Norra Savolax, Varkaus, lat 62,44, long 28,04)
Vattusaari är en ö i Finland. Den ligger i sjön Kiesimäjärvi och i kommunen Leppävirta i den ekonomiska regionen  Varkaus ekonomiska region  och landskapet Norra Savolax, i den sydöstra delen av landet, 300 km nordost om huvudstaden Helsingfors. Öns area är 1,5 hektar och dess största längd är 220 meter i sydöst-nordvästlig riktning.